# Musée mémorial de l'exil
Le musée mémorial de l'exil, ou MUME, (en catalan : Museu Memorial de l'Exili), est un centre de documentation moderne consacré à la Retirada de 1939 et à l'exil des républicains espagnols.

## Présentation
La muséographie met à disposition du public, des documents d'archives, des récits et des témoignages des survivants.

## Situation
Il est installé non loin de la frontière française du Perthus, à La Jonquera. 

## Partenaires institutionnels
Le musée est financé par la généralité de Catalogne, la députation de Gérone, la ville de La Jonquera et l'Union européenne.

## Expositions
- Antoni Campañà. Le lendemain de la Retirada : Portbou, 1939. Exposition du musée en 2021[4].